# ケリー・カーティス
ケリー・カーティス（Kelly Curtis, 1956年6月17日 - ）は、アメリカ合衆国の女優。

## 略歴
ケリー・カーティスは、1956年6月17日に米国カリフォルニア州サンタモニカでケリー・リー・カーティスとして生まれた。父は俳優のトニー・カーティス、母は女優のジャネット・リー、妹は「絶叫クイーン」「悲鳴の女王」で知られているジェイミー・リー・カーティス。彼女は女優兼監督であり、大逆転（1983）、デモンズ4（1991）、スタートレック:ディープ・スペース・ナイン（1993 - 1999）、捜索救助隊　ザ・レスキュー（1994）、超感覚刑事ザ・センチネル（1996 - 1999）その他多くのTVドラマ、映画へ出演、またドキュメンタリー番組の監督を務めた。

## 主な出演作品

### 映画
- ヴァイキング The Vikings（1958）クレジットなし
- 大逆転 Trading Places（1983）
- 魔法のドラム・スティック Magic Sticks（1987）
- デモンズ4 La Setta（1991）
- 捜索救助隊　ザ・レスキュー Search and Rescue（1994）テレビ映画
- フォーチュン・クッキー Freaky Friday（2003）アシスタント
- クランク家のちょっと素敵なクリスマス Christmas with the Kranks（2004）アシスタント

### テレビドラマ
- ザ・シークレット・ハンター The Equalizer（1985 - 1989）
- 刑事ハンター Hunter（1984 - 1991）
- 絹の疑惑　シルク・ストーキング Silk Stalkings（1991 - 1999）
- スタートレック:ディープ・スペース・ナイン Star Trek: Deep Space Nine（1993 - 1999）
- 超感覚刑事ザ・センチネル The Sentinel（1996 - 1999）

### 監督作
- The Night She Came Home!!（2013）ドキュメンタリー（ヴィデオ）日本未発売
- Marby Jets Are Go（2018）ドキュメンタリー 日本未公開
- Curling in Stanley（2019）兼製作総指揮 ドキュメンタリー 日本未公開